# WWE Super ShowDown
WWE Super ShowDown (ban đầu được cách điệu là Super Show-Down) là một sự kiện đấu vật chuyên nghiệp được sản xuất bởi WWE có trụ sở tại Mỹ. Nó được phát sóng trực tiếp và chỉ có sẵn thông qua trả tiền cho mỗi lần xem (PPV) và dịch vụ phát trực tiếp WWE Network. Sự kiện năm 2020 là sự kiện cuối cùng được tổ chức dưới tên chính thức, sự kiện năm 2021 đã bị hoãn lại. Kể từ đó, không có thêm bất kỳ sự kiện nào được lên lịch dưới cái tên này.
Được thành lập vào năm 2018, mỗi lần trong số ba lần lặp lại của sự kiện chỉ diễn ra ở các quốc gia bên ngoài Hoa Kỳ. Sự kiện đầu tiên được tổ chức tại Úc và là sự kiện PPV đầu tiên và duy nhất của WWE được tổ chức tại quốc gia này cho đến sự kiện năm 2024. Hai sự kiện cuối cùng được tổ chức tại Ả Rập Xê Út như một phần của mối quan hệ đối tác 10 năm hỗ trợ Tầm nhìn 2030 của Ả Rập Xê Út.

## Lịch sử
Vào tháng 6 năm 2018, tổ chức quảng bá đấu vật chuyên nghiệp của Mỹ WWE đã thông báo rằng họ sẽ quay trở lại Úc để tổ chức sự kiện trả tiền cho mỗi lượt xem (PPV) và WWE Network, đây sẽ là sự kiện PPV đầu tiên của công ty được tổ chức tại quốc gia này. Sự kiện này có tên Super Show-Down và được tổ chức tại Melbourne Cricket Ground ở Melbourne, Victoria vào ngày 6 tháng 10 năm 2018. Mặc dù WWE đã tổ chức các chuyến lưu diễn ở Úc, nhưng sự kiện lớn cuối cùng của công ty được tổ chức tại quốc gia này là Global Warning Tour ở 2002.

## Tổ chức
| #                                                    | Sự kiện               | Ngày      | Thành phố                          | Địa điểm                             | Trận đấu tâm điểm                                                            | Nguồn       |
| ---------------------------------------------------- | --------------------- | --------- | ---------------------------------- | ------------------------------------ | ---------------------------------------------------------------------------- | ----------- |
| 1                                                    | Super ShowDown (2018) | 6/10/2018 | Melbourne, Victoria, Úc            | Melbourne Cricket Ground             | The Undertaker vs. Triple H trong trận đấu No Disqualification               | [ 1 ] [ 2 ] |
| 2                                                    | Super ShowDown (2019) | 7/6/2019  | Jeddah, Makkah Region, Ả Rập Xê Út | King Abdullah International Stadium  | The Undertaker vs. Goldberg                                                  | [ 3 ]       |
| 3                                                    | Super ShowDown (2020) | 27/2/2020 | Riyadh, Ả Rập Xê Út                | Mohammed Abdu Arena on the Boulevard | "The Fiend" Bray Wyatt (c) vs. Goldberg tranh đai WWE Universal Championship | [ 4 ]       |
| (c) – chỉ người nắm giữ đai vô địch tham dự trận đấu |                       |           |                                    |                                      |                                                                              |             |